# Северное Устье
Северное Устье — деревня в Дедовичском районе Псковской области России. Входит в состав Шелонской волости.
Расположена на правом берегу реки Шелонь, при впадения в неё реки Северка, на востоке района, в 31 км к востоку от районного центра Дедовичи.

## Население
| 2001 | 2002 | 2010 |
| ---- | ---- | ---- |
| 40   | ↘34  | →34  |

Численность населения деревни по оценке на начало 2001 года составляла 40 жителей.

## История
До июня 2010 года деревня входила в состав ныне упразднённой Станковской волости.